# Dragsbæklejren
Dragsbæklejren ligger i sydenden af Thisted, ud til Thisted Bredning, på et område som blev købt af Thisted Kommune i 1930 til rekreative formål, og fik da navnet Simons Bakker.
Under 2. verdenskrig blev den overtaget af tyskerne, der oprettede en base for vandflyvere, under navnet Seefliegerhorst Thisted. En attraplejr med nogle kasserede vandflyvere blev opført øst for Thisted. Formålet med dette anlæg var at få allierede flyvere til at angribe det værdiløse anlæg i stedet for det rigtige i Simons Bakker. 
Efter krigen blev den omdannet til flygtningelejr; for det meste for baltere, polakker og hviderussere, men også jugoslaver, ukrainere, italienere og franskmænd.
Da der ikke længere var brug for den til flygtninge, overtog Civilforsvaret lejren; det var 15. december 1950. Ved afrejsen efterlod de lithauiske flygtninge et et 3-delt mindesmærke, som stadig kan ses på lejrens område.
Fra 1951 var den således hjemsted for Nordjyske CF-Kolonne, senere Beredskabscenter Nordjylland, der i 2002 tog navneændring til Beredskabsstyrelsen Nordjylland.